# Sopranista
Un sopranista es un hombre capaz de cantar en una tesitura similar a la de una soprano a través del falsete. Es un tipo de voz alternativa a la del contratenor.  
En raras ocasiones, un hombre adulto logra cantar en el registro de una soprano utilizando su voz normal o voz modal sin necesidad del falsete, debido a anomalías endocrinas, como en el caso del moldavo Radu Marian  y del brasileño Bruno de Sa , o por el resultado de un déficit de desarrollo de laringe como en el del estadounidense Michael Maniaci o del venezolano Samuel Mariño. 

## Tesitura
Un sopranista y un contratenor se diferencian por cantar en distintos registros vocales como "falsete" (voz aireada) en el caso del sopranista, o en "voz de cabeza" (voz no aireada), en el caso del contratenor.
El sopranista y su tesitura dependen del rango vocal (barítono o tenor), que va desde un (F2) C3 hasta (E5) C6. Un hombre que canta en falsete puede ser mezzosoprano (barítono) si se mantiene entré un F2 y un A#5. Un hombre que canta en falsete puede ser soprano (tenor) si se mantiene entre un C3 y un E6.
Un referente de este tipo de voz es el kazajo Dimash Qudaibergen.
Fisiológicamente, la diferencia fundamental estribaba en que en el castrado la laringe no "crecía", con lo que el orificio de la glotis permanecía pequeño, es decir, se mantenía infantil al igual que todas las estructuras capaces de actuar como resonadores, incluso al alcanzar la etapa adulta. Ello permitía presiones aéreas enormes con el mínimo esfuerzo (lo que les daría una extensión tonal prodigiosa), además de una respiración que se podía prolongar fácilmente más allá de un minuto. En otras palabras, en el falsetista o sopranista estas condiciones no se dan, por lo que el sonido sería "más elaborado".
El tenor es el cantante cuya tesitura está situada entre la del barítono y la del contratenor perteneciente al registro vocal del hombre. El tenor es la voz que mejor puede emular a la soprano a través del falsete.